# Kolano (powiat kartuski)
Kolano, dodatkowa nazwa w języku kaszubskim Kòlano, (niem. Kollano) – kolonia w Polsce, położona w województwie pomorskim, w powiecie kartuskim, w gminie Stężyca, na obszarze Kaszubskiego Parku Krajobrazowego, w ciągu Drogi Kaszubskiej i na szlaku wodnym "Kółko Raduńskie".
W Kolanie znajduje się kąpielisko nad Jeziorem Ostrzyckim.
Jest częścią składową sołectwa Szymbark.
Miejscowość o charakterze letniskowym, za szczytowy czas rozwoju miejscowości można uznać drugą połowę XX w., gdy mieszkańcy trójmiasta zaczęli budować na wydzielonych działkach rolnych domy letniskowe. W miejscowości znajduje się kaplica oraz ośrodek rekolekcyjny Ojców Franciszkanów.
Kolano 31 grudnia 2011 r. liczyło 70 mieszkańców.

## Integralne części kolonii
| SIMC    | Nazwa  | Rodzaj        |
| ------- | ------ | ------------- |
| 0173835 | Niebo  | część kolonii |
| 0173841 | Piekło | część kolonii |

## Nazwa i elementy historii miejscowości
Osada powstała na początku XVII w. gdy w roku 1630 dwaj gospodarze otrzymali tutaj ziemię. W roku 1645  w miejscowości funkcjonował też karczmarz. Od początku istnienia osady jej nazwa była konsekwentnie oddawana w dzisiejszej formie Kolano. W zapisach niemieckich pojawiało się Kollano lub Kohlano. W okresie II wojny światowej Niemcy dokonali szeroko zakrojonej akcji zmiany krajobrazu nazewniczego Kaszub i całego Pomorza Nadwislańskiego. Urzędową nazwę z czasów pruskich Kollano zastąpili bardziej niemiecką w brzmieniu Kniehof, gdzie Knie to 'kolano', a Hof to 'dwór'.
Kolano to nazwa topograficzna, pojęta metaforycznie. Skręt Jeziora Ostrzyckiego, nad którym osada powstała, przypomina anatomiczne kolano.

## Chronologia wydarzeń
tereny Kolana należały
- do 1308 – do kasztelanii w Chmielnie podległej książętom wschodniopomorskim
- od 1308 – do zakonu krzyżackiego
- 1466–1772 – do I Rzeczypospolitej
- od 1772 – pod zaborem pruskim
- od 1793 – do Rejencji Zachodniopruskiej w Kwidzynie (Prusy Zachodnie)
- od 1815 – do Rejencji w Gdańsku (Prusy Zachodnie)
- 1818–1920 – do powiatu kartuskiego (Prusy Zachodnie)
- 1920–1939 – do powiatu kartuskiego (II Rzeczpospolita)
- 1939–1945 – do powiatu kartuskiego (okupacja III Rzeszy)
- 1945–1975 – do gminy Stężyca, powiatu kartuskiego, województwa gdańskiego (PRL)
- 1975–1998 – do gminy Stężyca, województwa gdańskiego (Polska Rzeczpospolita Ludowa, Rzeczpospolita Polska)
- od 1999 – do gminy Stężyca, powiatu kartuskiego, województwa pomorskiego (Rzeczpospolita Polska)